# Hongje am
Hongje am (Pustelnia Wielkiego Odkupienia 홍제암) – koreańska świątynia buddyjska niemająca statusu klasztoru – pustelnia.

## Historia pustelni
Pustelnia została wybudowana w roku 1608 przez króla Sŏnjo w ramach podziękowania mistrzowi sŏn Samyŏngowi Yujŏngowi za obronę Korei przed japońską inwazją w latach 1592-1598.
Mistrz zamieszkał w tej pustelni i przebywał w niej do samej śmierci w 1610 roku. Po jego śmierci postawiono stelę pamiątkową oraz stupę, w której znajdują się sarira (relikwie pokremacyjne) mistrza. W 1943 roku szef policji japońskiej w Hapcheon zniszczył stelę, która została odrestaurowana w 1958 roku. Przy wejściu na teren pustelni do strony klasztoru znajduje się rząd dziewięciu stup i stel.
Pustelnia była odnawiana siedmiokrotnie, ostatnim razem w 1979 roku pod patronatem prezydenta Korei Park Chung-hee. 
Wewnątrz głównego pawilonu pustelni znajdują się portrety Samyŏnga, Sosana Taesy i Yongkyu.
Pustelnia ta należy do klasztoru Haein sa i znajduje się najbliżej niego ze wszystkich innych 15 pustelni.

## Ciekawe obiekty
- Stupa (pudo) mistrza Samyŏnga
- Stela mistrzaSamyŏnga